# Hebe Camargo
Hebe Maria Camargo (sinh ngày 8 tháng 3 năm 1929) là một người dẫn chương trình truyền hình, ca sĩ, nghệ sĩ người Brasil.
Hebe Camargo sinh tại Taubaté, São Paulo vào ngày 8 tháng 3 năm 1929. Bà đã bắt đầu sự nghiệp ca sĩ vào thập niên 1940 với chị gái Estela, biểu diễn với tên Rosalinda e Florisbela. Trong thời kỳ làm ca sĩ, Camargo đã biểu diễn samba và bolero tại các hộp đêm. Sau đó bà rời bỏ sự nghiệp ca nhạc và dành nhiều thời gian hơn cho phát thanh và truyền hình. Bà đã được Assis Chateaubriand mời tham gia buổi diễn phát trực tiếp đầu tiên của truyền hình Brazil, tại quận Sumaré, São Paulo, Brasil.